# La Rappresentante di Lista
La Rappresentante di Lista (kurz: LRDL) ist eine italienische Band. 

## Bandgeschichte
Die Band wurde 2011 als Duo von den Theaterschauspielern Veronica Lucchesi (aus Viareggio) und Dario Mangiaracina (aus Palermo) gegründet. 2013 machte das Duo durch den Sieg bei der Veranstaltung Arezzo Wave Sicilia auf sich aufmerksam, 2014 nahm es am Festival Musicultura teil. Im Jahr 2014 veröffentlichte die Band auch ihr Debütalbum, (Per la) Via di casa, beim Label Garrincha Dischi in Bologna. Nach ausgedehnter Konzerttätigkeit wuchs La Rappresentante di Lista 2015 um Enrico Lupi und Marta Cannuscio auf vier Mitglieder an. 
Das nächste Album der Band war Bu Bu Sad (2015). Aus der anschließenden Tournee ging 2017 ein Livealbum hervor. Die Formation wurde im weiteren Verlauf noch um Erika Lucchesi und Roberto Calabrese ergänzt. Nach einem Auftritt beim ungarischen Festival Sziget veröffentlichte die Band 2018 ein neues Album, Go Go Diva, nun beim Label Woodworm. Beim Sanremo-Festival 2020 trat die Band an einem Abend als Gast des Teilnehmers Rancore auf. 
2021 nahmen La Rappresentante di Lista zum ersten Mal eigenständig am Sanremo-Festival teil und konnten mit Amare den elften Platz belegen. Eine weitere Teilnahme erfolgte beim Sanremo-Festival 2022, wo sie mit Ciao ciao den siebten Platz erreichen konnten. Zum Festival 2023 steuerten sie hingegen den Beitrag Lettera 22 bei, der von den Cugini di Campagna gesungen wurde.

## Diskografie

### Alben
- 2014: (Per la) Via di casa (Garrincha Dischi)
- 2015: Bu Bu Sad (Garrincha Dischi)
- 2017: Bu Bu Sad Live (Livealbum; Garrincha Dischi)
- 2018: Go Go Diva (Woodworm Label)

| Jahr | Titel Musiklabel               | Höchstplatzierung, Gesamtwochen, AuszeichnungChartsChartplatzierungen (Jahr, Titel, Musiklabel, Platzierungen, Wochen, Auszeichnungen, Anmerkungen) | Anmerkungen                                               |
| Jahr | Titel Musiklabel               | IT | Anmerkungen                                               |
| ---- | ------------------------------ | --- | --------------------------------------------------------- |
| 2021 | My Mamma Numero Uno (SME)      | IT5 Gold · (34 Wo.)IT | Erstveröffentlichung: 11. Februar 2022 Verkäufe: + 25.000 |
| 2024 | Giorni felici Numero Uno (SME) | IT37 (1 Wo.)IT | Erstveröffentlichung: 25. Oktober 2024                    |

### Singles
| Jahr | Titel Album        | Höchstplatzierung, Gesamtwochen, AuszeichnungChartplatzierungen (Jahr, Titel, Album, Platzierungen, Wochen, Auszeichnungen, Anmerkungen) | Höchstplatzierung, Gesamtwochen, AuszeichnungChartplatzierungen (Jahr, Titel, Album, Platzierungen, Wochen, Auszeichnungen, Anmerkungen) | Anmerkungen                                                                                 |
| Jahr | Titel Album        | IT | CH | Anmerkungen                                                                                 |
| ---- | ------------------ | --- | --- | ------------------------------------------------------------------------------------------- |
| 2021 | Amare My Mamma     | IT11 Platin · (12 Wo.)IT | — | Erstveröffentlichung: 4. März 2021 Beitrag zum Sanremo-Festival 2021 Verkäufe: + 70.000     |
| 2022 | Ciao ciao My Mamma | IT3 ×4Vierfachplatin · (34 Wo.)IT | CH44 (2 Wo.)CH | Erstveröffentlichung: 2. Februar 2022 Beitrag zum Sanremo-Festival 2022 Verkäufe: + 400.000 |

Weitere Singles
- 2022: Diva (IT: Gold)